# علی‌اصغر نفیسی
علی‌اصغر نفیسی ملقب به مؤدب‌الدوله (زاده ۱۲۵۱ خورشیدی رشت – درگذشته دوم تیر ۱۳۲۸ تهران) استاد مدرسه طب دارالفنون، نخستین وزیر بهداشت (صحیه و خیرات عمومی) ایران بود؛ سمتی که در زمان کابینه کودتای سوم اسفند تشکیل شد. او پدر حبیب نفیسی و پسر ناظم‌الاطباء و برادر سعید نفیسی، پزشک دربار قاجار و رئیس اولین بیمارستان در ایران (بیمارستان سینا) بود. علاوه بر پیشه پزشکی، مؤدب‌الدوله مدیر مجله «حفظ الصحه» نیز بود. وی تحصیلات خود را در پاریس انجام داد و به عنوان پیشکار محمدرضا پهلوی همراه او به سوئیس اعزام شد.

## زندگی
دکتر علی‌اصغر مؤدب نفیسی، فرزند ارشد دکتر علی‌اکبر نفیسی ناظم‌الاطباء کرمانی است. وی در ۱۲۵۱ خورشیدی در تهران ولادت یافت و تحصیلات ابتدایی و متوسطه خود را در این شهر گذراند. بعد از پایان تحصیلات در تهران برای ادامه تحصیل در رشته پزشکی عازم اروپا شد و در شهرهای بروکسل و لیون به تحصیل خود ادامه داد.
سپس به ایران بازگشت و به طبابت عمومی و خدمات فرهنگی مشغول شد. مدتی در مدرسه علمیه که نخستین مدرسه ملی تهران بود به تدریس فرانسه مشغول شد؛ بعد در مدرسه دارالفنون، در رشته پزشکی معلم تشریح شد و در خانه خود نیز کلاس‌های فیزیک، تشریح و علم‌الامراض برگزار می‌نمود و تعداد زیادی از جوانان دانشجو در آن شرکت می‌کردند.
وی نخستین کسی بود که مجله بهداری و پزشکی به زبان فارسی منتشر کرد و در صدر مشروطیت مجله حفظ‌الصحه را دایر نمود و در همان زمان از طرف اهالی تهران به عنوان عضو انجمن بلدیه برگزیده شد. وی نخستین کسی است که در ایران به وزارت بهداری رسید و تشکیلات طبی و پزشکی ایران را بر حسب اصول جدید سازمان داد. وی در مدت تحصیل محمدرضا پهلوی در سوئیس، پیشکاری و سرپرستی از او را بر عهده داشت. هم‌چنین، علاوه بر مهارت در پزشکی در دستگیری از بیماران ناتوان و نیازمند می‌کوشید.
او برادر توراندخت و همدم‌الملوک، سعید نفیسی مشرف‌الدوله، حسین و مهندس فتح‌الله نفیسی؛ و پدر حبیب نفیسی، بنیان‌گذار دانشگاه صنعتی امیرکبیر، و سه فرزند دیگر به نام‌های ماه‌منیر، عباس و ابوالقاسم، که هر سه پزشک شدند، بود.